# Palicourea conferta
Palicourea conferta là một loài thực vật có hoa trong họ Thiến thảo. Loài này được (Benth.) Sandwith mô tả khoa học đầu tiên năm 1949.